# David Julius
David Jay Julius (* 4. listopadu 1955 New York) je americký fyziolog, nositel Nobelovy ceny a profesor Kalifornské univerzity v San Francisku známý objevem receptorů pro vnímání bolesti, tepla a chladu v nervových zakončeních kůže. Popsal receptory, které detekují kapsaicin, mentol a teplotu. Jeho práce nabídla nový pohled na to, jak lidský nervový systém vnímá teplo, chlad a bolest, a umožnila výzkum nových strategií léčby bolesti a dalších nemocí. Za objev teplotních a dotykových receptorů získal v roce 2021 Nobelovu cenu za fyziologii a lékařství, o kterou se podělil s americkým molekulárním biologem a neurovědcem libanonského původu Ardem Patapoutianem.

## Mládí a studia
David Julius se narodil 4. listopadu 1955 v Brooklynu v New Yorku do rodiny aškenázských Židů. Otec byl elektroinženýr a pracoval pro telefonní společnost. Matka byla vychovatelka a učitelka na newyorské základní škole. David se svými dvěma bratry Martinem a Arthurem vyrůstal v Brighton Beach v Brooklynu, kde tehdy žilo velké množství ruských židovských emigrantů. Prarodiče sem utekli z carského Ruska před antisemitismem. Po studiu na střední škole Abrahama Lincolna získal Julius v roce 1977 bakalářský titul na Massachusettském technologickém institutu a v roce 1984 doktorát na Kalifornské univerzitě v Berkeley, kde se zabýval mechanismy zpracování a vylučování peptidů v kvasinkách. V roce 1989 absolvoval postdoktorandské studium na Kolumbijské univerzitě, kde se věnoval klonování genů a identifikoval geny patřící do rodiny serotoninových receptorů.

## Vědecká kariéra
V roce 1989 Julius opustil Kolumbijskou univerzitu a nastoupil na Kalifornskou univerzitu v San Francisku (UCSF). Zde se začal zajímat o iontové kanály a molekulární mechanismy, které jsou základem pocitu bolesti. V té době byl nedávno identifikován kapsaicin jako excitační nebo aktivační sloučenina na některých somatosenzorických neuronech. Nebyl však znám specifický receptor, na který se kapsaicin váže, aby vyvolal pocit pálení. Pomocí strategie klonování genů se Juliusovi podařilo odhalit receptor v kůži, který reaguje na teplo. Následně molekulu izoloval a identifikoval ji jako iontový kanál, který nazval TRPV1 (transient receptor potential cation channel subfamily V member 1).
Později přispěl k objevu dalších iontových kanálů citlivých na teploty, známých jako kanály přechodných receptorových potenciálů (TRP). Do skupiny kanálů TRP patřil i první objevený receptor pro vnímání chladu, TRPM8 (transient receptor potential cation channel subfamily M member 8), na jehož výzkumu se Julius podílel. Společně s biofyzikem čínského původu a strukturním biologem Yifanem Chengem Julius také odvodil pomocí kryogenní elektronové mikroskopie strukturu kanálů TRP, zejména TRPV1 a TRPA1 (druhý jmenovaný se někdy také nazývá wasabi receptor). Objev a charakterizace kanálů TRP umožnily pochopení molekulárních mechanismů, kterými teplota spouští elektrickou signalizaci a vjemy v nervovém systému.
V současné době je profesorem a vedoucím katedry fyziologie na Kalifornské univerzitě v San Francisku. Je držitelem mnoha vědeckých ocenění a poct, obdržel Shawovu cenu za vědy o živé přírodě a medicíně (2010), kanadskou Gairdnerovu cenu (2017), společně s Patapoutianem Kavliho cenu za neurovědy (2020) a Průlomovou cenu za vědy o živé přírodě (2020). V roce 2021 získal společně s Ardem Patapoutianem Nobelovu cenu za fyziologii a lékařství za objev teplotních a dotykových receptorů.

## Osobní život
Manželka Holly Ingraham je profesorkou fyziologie na Kalifornské univerzitě v San Francisku, mají syna Philipa a žijí v oblasti Bay Area v Kalifornii.